# اوریون (فیلم)
اوریون فیلمی ایرانی ساختهٔ علی زمانی عصمتی با موضوع از دست دادن بکارت یک دختر در یک جامعه بسته و سنتی است. این فیلم در شهر یزد فیلم‌برداری شده و در پنجاه و چهارمین جشنواره فیلم لندن دو بار به نمایش گذاشته شد.
علی زمانی عصمتی، کارگردان اوریون دربارهٔ امکان نمایش فیلم در ایران می‌گوید که اکنون به هیچ‌وجه چنین امکانی وجود ندارد اما وی امیدوار است روزی نگاه مسئولان ارشاد به سینما تغییر کرده و بازتر شود.

## نقد
در نظر یکی از منتقدین، «اوریون از نظر سینمایی فیلم چشمگیری نیست و تنها علت پذیرش آن در جشنواره فیلم لندن، می‌تواند موضوع جنجالی آن باشد. به ویژه اینکه فیلم‌های دیگری که از نظر سینمایی بهتر و قوی تری بودند امسال به این جشنواره ارسال شدند اما مورد توجه هیئت انتخاب آن قرار نگرفتند.»